# Греметок
Греметок — опустевшая деревня в Даровском районе Кировской области в составе Кобрского сельского поселения.

## География
Находится на расстоянии примерно 33 км по прямой на север-северо-восток от райцентра поселка  Даровской.

## История
Известна с 1891 года как Бересневский или Греметок. В 1905 году здесь отмечено дворов 12 и жителей 89, в 1926 15 и 96, в 1950 21 и 64, в 1989 оставалось 19 жителей. Нынешнее название утвердилось с 1939 года. По состоянию на 2020 год опустела.

## Население
Постоянное население  составляло 5 человек (русские 100%) в 2002 году, 1 в 2010.